# John Walker (schilder)
John Walker (Birmingham, 1939) is een Brits kunstenaar.
Walker studeerde in Birmingham. Zijn vroege werk, dat vaak driedimensionele vormen combineert met "platte" elementen, is sterk beïnvloed door abstract expressionisme en post-painterly.
In de vroege jaren zeventig maakte Walker een serie grote Blackboard Pieces, daarbij gebruik makend van krijt en zogenaamde Juggernautwerken, waarbij hij gebruikmaakte van droog pigment.
Zijn werk van de late jaren zeventig verwees naar bekende schilders, zoals Francisco Goya, Édouard Manet en Henri Matisse, waarbij hij soms beeldelementen van deze meesters citeerde, en soms bepaalde technieken. Rond deze tijd stapte hij over van acrylverf op olieverf. Walkers schilderijen uit deze periode zijn ook bekend geworden door het gebruik van de "canvas collage" techniek — het opplakken van apart beschilderde stukjes linnen op het doek.
Walker bracht een aantal jaren in Australië door waar hij werkte aan het Victoria College of the Arts in Melbourne. Daar werkte hij aan zijn serie Oceania, waarin elementen van primitieve Oceanische kunst te herkennen zijn.
Walker is momenteel hoofd van de voortgezette schilderopleiding aan de universiteit van Boston.
In 1976 won John Walker de John Moores Painting Prize. In 1985 werd hij genomineerd voor de Turner Prize.
Werken van John Walker zijn opgenomen in talloze museumcollecties, waaronder de National Gallery of Art in Washington, D.C.